# Parafia św. Walentego w Konopiskach

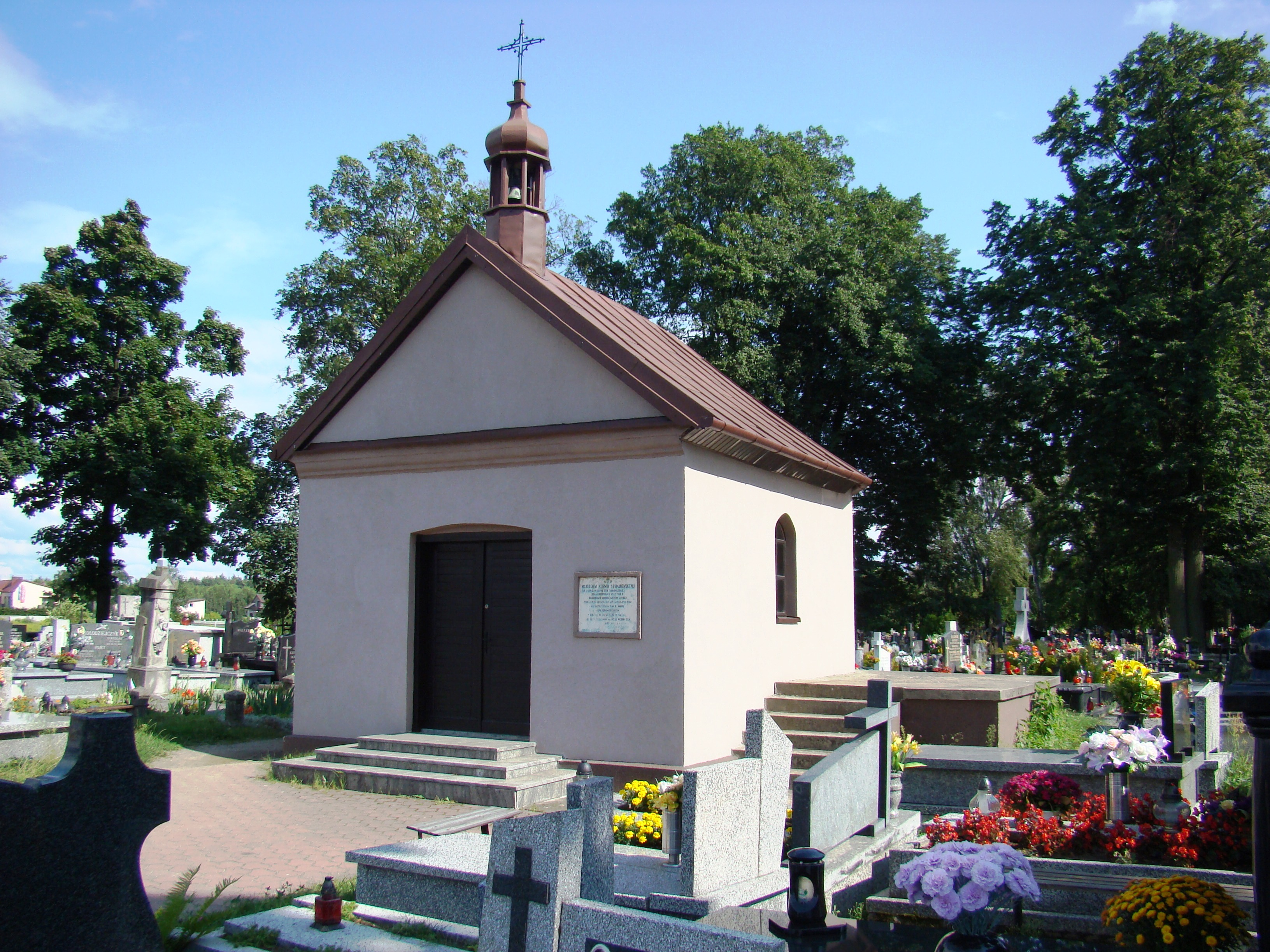
Kaplica cmentarna z 1879 roku

Parafia Świętego Walentego w Konopiskach – parafia rzymskokatolicka w Konopiskach. Należy do dekanatu Blachownia archidiecezji częstochowskiej. Została utworzona w 1866 roku.

## Historia
W 1470 właściciel Konopisk, kanonik gnieźnieński i krakowski Jakub Koniecpolski, podarował wieś klasztorowi Paulinów na Jasnej Górze. Od 1679 r. istniała tu filia macierzystej parafii obsługiwana przez dojeżdżających Paulinów. Po rozbiorach Polski Konopiska zostały odebrane klasztorowi i w 1819 r. weszły w skład dóbr rządowych, a parafie oddano w administrację duchowieństwu diecezjalnemu. Do 1866 parafia Konopiska była filią parafii św. Zygmunta w Częstochowie, kiedy biskup kujawsko-kaliski Jan Marszewski erygował na tym terenie nową parafię.
Pierwszy kościół drewniany, zbudowany został w 1615 r. staraniem prowincjała Zakonu Paulinów o. Walentego Grześby-Kowalskiego. Uroczyście poświęcił go biskup Tomasz Oborski 3 listopada 1623 r. W 1765 r. został nieco powiększony.  
Środek kościoła zwieńczała mała wieżyczka, kopuła z żelaznym krzyżem i sygnaturką w środku. Kościół miał dwa wejścia: jedno od strony zachodniej przez duże drzwi dubeltowe szalowane, na żelaznych zawiasach z zamkiem francuskim, drugie przez zakrystię, w której znajdowały się dwa małe okna z żelaznymi kratami. W nawie kościoła było sześć okien oszklonych kolorowym szkłem. Jego wnętrze miało 37 łokci długości i 13 szerokości, ołtarzy było pięć. Przy wielkim ołtarzu obok kamiennej mensy wysuniętej nieco na kościół, było wejście do zakrystii. Pozostałe ołtarze miały mensy drewniane. W głównym ołtarzu umieszczono relikwie św. Walentego i św. Wawrzyńca. Cztery boczne ołtarze składały się z obrazów Najświętszej Maryi Panny Częstochowskiej, św. Antoniego, św. Tekli i dwustronny św. Anny i św. Izydora Oracza. Naprzeciw ambony, stała drewniana chrzcielnica z miedzianym kociołkiem na wodę chrzcielną. Wnętrze kościoła wyposażono w ławki dla ludu w nawie, a w prezbiterium dla księży. Na chórze muzycznym zbudowanym na drewnianych słupach, ulokowano siedmiogłosowe organy. 
Obok kościoła stała dzwonnica zbudowana z bali sosnowych, przez nią wchodziło się do kościoła. W roku 1812 umieszczono w niej dwa dzwony. Przy kościele znajdował się cmentarz i dwie murowane kostnice. Z upływem czasu zwiększała się liczebność ludności wsi obsługiwanych przez miejscowego kapłana. Przykościelny cmentarz stał się zbyt mały, więc na początku XIX wieku, założono w pobliżu drugi.  
U progu XX stulecia był jednak bardzo zniszczony i w 1903 r. został rozebrany. Staraniem ks. Antoniego Bludzińskiego na jego miejscu w latach 1900-08 powstawała obecna murowana świątynia. Była ona wykańczana i wyposażana przez jego następców. Aktu konsekracji dokonał 4 czerwca 1914 r. biskup Stanisław Zdzitowiecki. 
Obok kościoła parafialnego na cmentarzu grzebalnym w Konopiskach jest murowana kaplica mszalna z 1879 r., poświęcona w tymże roku, p.w. Świętego Krzyża, a we wsi Kopalnia kaplica pw. Podwyższenia Krzyża św. 
Kościół parafialny i cmentarz zostały wpisane do rejestru zabytków.
Po wybuchu II wojny światowej, 10 września 1939 roku, wojsko niemieckie aresztowało ks. Kiełbasińskiego za jego odmowę wydania prześcieradeł stacjonującym w tutejszej szkole żołnierzom Wehrmachtu. W więzieniu na Zawodziu w Częstochowie był bity, uwolniono go 6 listopada.

## Zasięg parafii
Do parafii należą wierni z miejscowości:
- Częstochowa – ul. Gościnna, Lotosu, Szczęśliwa, Żywopłotowa,
- Jamki
- Konopiska
- Kopalnia
- Korzonek
- Leśniaki
- Łaziec
- Walaszczyki
- Wąsosz
- Wygoda

## Wydzielone parafie
Z parafii wydzielono parafie:
- Parafia św. Michała Archanioła w Blachowni – 1910
- Parafia św. Maksymiliana Marii Kolbego w Aleksandrii – 1978
- Parafia Najświętszego Serca Pana Jezusa w Rększowicach – 1979

## Proboszczowie parafii od 1922 roku
| imię i nazwisko                | lata urzędowania |
| ------------------------------ | ---------------- |
| ks. Władysław Kiełbasiński     | 1922–1955        |
| ks. Stanisław Milewski         | 1955–1959        |
| ks. Józef Zawadzki             | 1959–1967        |
| ks. Stanisław Pytlawski        | 1967–1993        |
| ks. Roman Jan Szecówka         | 1993–1999        |
| ks. Sławomir Czesław Kaczmarek | 1999–2020        |
| ks. Eugeniusz Krzyśko          | od 2020          |